# Монастирський заказник
Монасти́рський — ентомологічний заказник місцевого значення в Черкаському районі Черкаської області.

## Опис
Заказник площею 1,5 га розташовано у межах Городищенської міської громади на околиці м. Городище.
Як об'єкт природно-заповідного фонду створено рішенням Черкаського облвиконкому від 14.04.1983 р. №205. Землекористувач або землевласник, у віданні якого перебуває заповідний об'єкт — ДП «Смілянське лісове господарство» (кв. 79 вид 32 Городищенського лісництва).
На території заказника існує поселення комах-ентомофагів (золотоочка, сонечка, богомол звичайний, туруни, дзюрчалки).
Входить до об'єкту Смарагдової мережі «Чекаський бір» (UA0000254).